# Noel Kinsey
Noel Kinsey (Treorchy, 1925. december 24. – 2017. május 20.) válogatott walesi labdarúgó, csatár.

## Pályafutása

### Klubcsapatban
A Treorchy Amateurs csapatában kezdte a labdarúgást, majd a Cardiff City korosztályos csapatában folytatta. 1947 és 1953 között a harmadosztályú Norwich City játékosa volt. 1953-ban a Birmingham City csapatához szerződött. Az 1954–55-ös idényben bajnok lett az együttessel a másodosztályban és feljutottak az élvonalba, ahol még három idényen át szerepelt a csapatban. 1956-ban tagja volt az angol kupadöntős együttesnek. 1958 és 1961 között a Port Vale labdarúgója volt. 1961-ben vonult vissza az aktív labdarúgástól.

### A válogatottban
1951 és 1955 között hét alkalommal szerepelt a walesi válogatottban.

## Sikerei, díjai
- Norwich City FC Hall of Fame (2003)

 Birmingham City
- Angol bajnokság – másodosztály (Second Division)
  - bajnok: 1954–55
- Angol kupa (FA Cup)
  - döntős: 1956